# イギリス鉄道800形
800形（Class 800、クラス800）は、2015年に登場したイギリスの高速列車用電気・ディーゼル両用車両で、日立製作所が製造した。

## 概要
イギリスの都市間高速鉄道計画（IEP）の一部として、老朽化したインターシティー125の一部を置き換える目的で投入される。
800形の最大の特徴は、交流25,000Vの電化区間では架線より集電し、電化区間以外では床下に設置された着脱式のディーゼル発電機から電力を得るデュアルモード式EDC(Electric Diesel Car)方式を採用しているという点にある。ディーゼル発電機は車内の静粛性と寸法の小型化に細心の注意が払われ、静粛性と車内の居住性を両立したものとなっている。それ以外は801形電車と共通仕様である。
2014年11月13日、山口県下松市の笠戸事業所で先行製作車両が公開された。翌2015年1月7日、日立製作所の笠戸事業所より船積み出荷開始され、3月13日に最初の編成がサウサンプトン港に陸揚げされた。801形電車と合わせて計122編成の発注で12編成を笠戸事業所、残り110編成をイギリス・ダラム州のニュートン・エイクリフ工場で製造予定である。
2016年3月18日、ヴァージン・トレインズ・イースト・コースト社用の車両が公開され、日本語の「東」の和名にちなんで「ヴァージン・あずま（Virgin Azuma）」と命名された。その後同社は800形を運行することなく2018年に営業を終了し、ロンドン・ノース・イースタン・レールウェイに引き継いでいるが、「あずま」の愛称は維持されている。
2017年10月16日より本形式初、かつIEP初の営業列車がグレート・ウェスタン本線 (GWML) で運行開始された。2018年にはイースト・コースト本線 (ECML) でも営業運転を開始する予定となっていたが、試運転中に保安装置に誘導障害を与えることが発覚したため延期され、同線では2019年5月15日から営業運転が開始された。
| 形式 | 運用者                                            | 製造数                  | 製造年    |
| ---- | ------------------------------------------------- | ----------------------- | --------- |
| 800  | ロンドン・ノース・イースタン・レールウェイ (LNER) | 9両編成13本 5両編成10本 | 2015–2019 |
| 800  | グレート・ウェスタン・レールウェイ (GWR)          | 5両編成36本             | 2015–2019 |

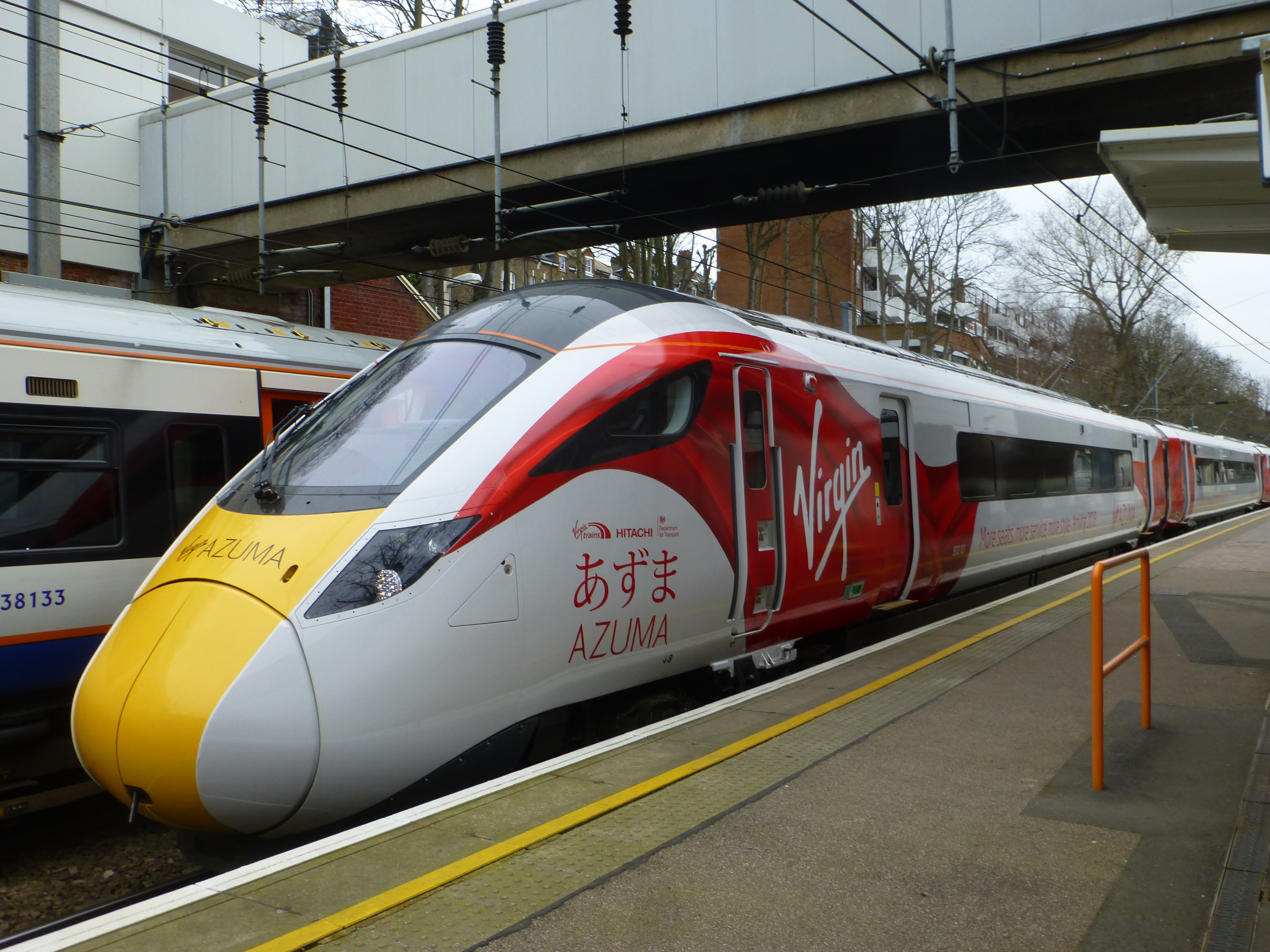
ハムステッド・ヒース駅でのヴァージン・トレインズ塗装車両
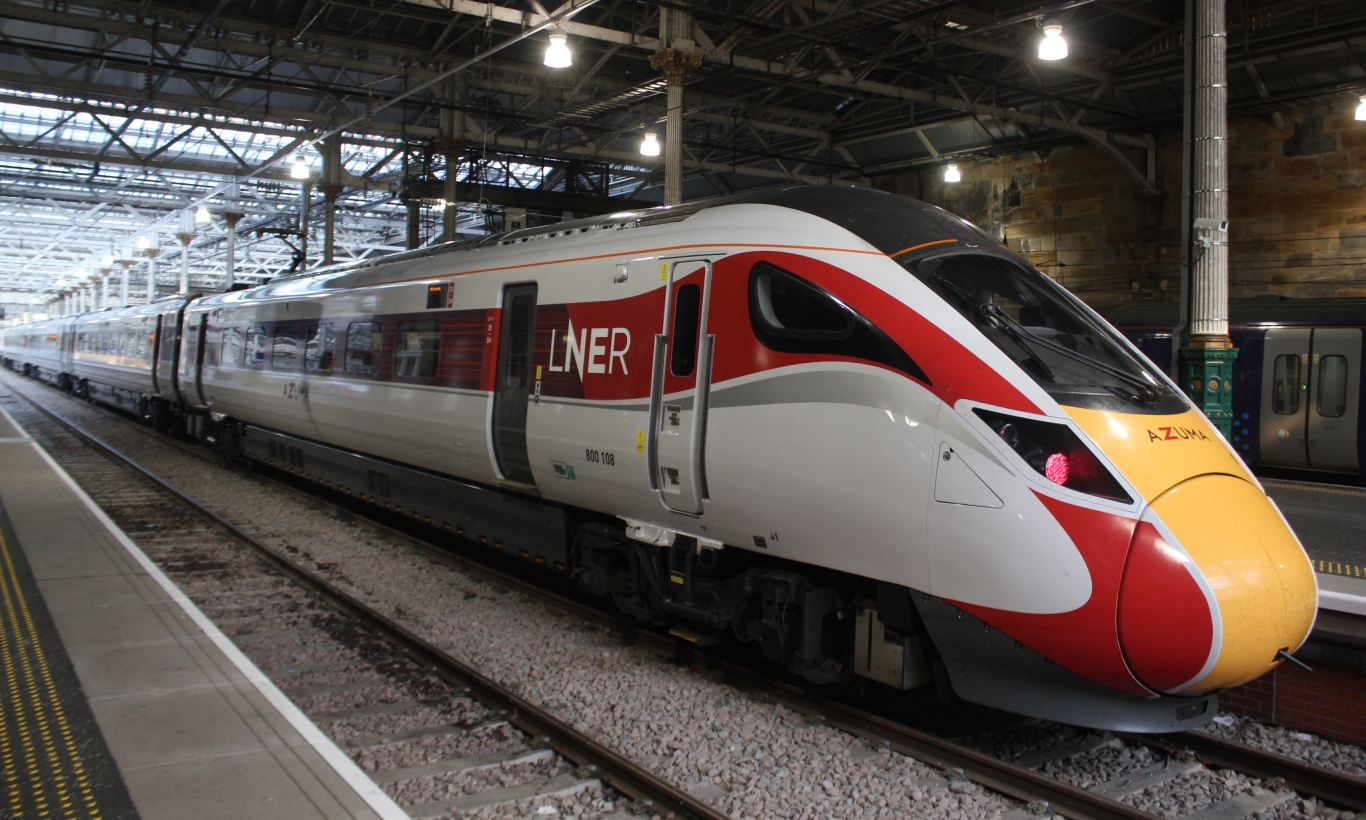
ロンドン・ノース・イースタン・レールウェイ塗装車両
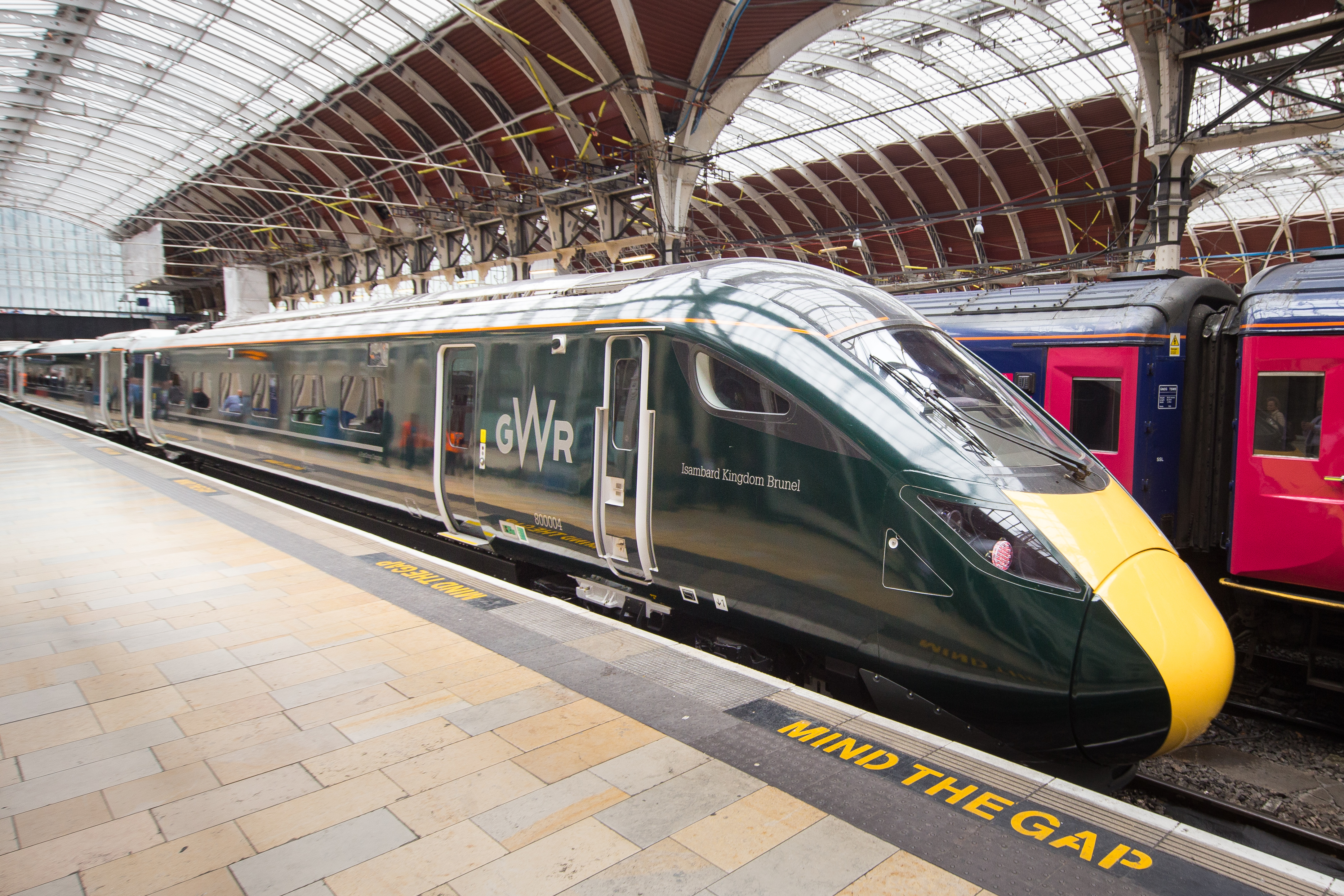
パディントン駅でのグレート・ウェスタン・レールウェイ塗装車両

## 仕様
800形は全数が日本で製造された395形とは異なりイギリスでの製造が中心となるため、パーツについては車両の内外とも極力イギリス製を中心に欧州メーカーのものを採用した。
編成は9両編成と5両編成の2種類があり、MT比はそれぞれ5M4Tと3M2Tである。車体は日立のA-trainシステムを用いたアルミニウムのダブルスキン構造で、車体長は25m（先頭車は25.35m）、201km/h運転に対応した気密構造である。9両編成では2両半、5両編成では1両半が横2+1列のファーストクラス、残りが横2+2列のスタンダードクラスである（それぞれ1両がファーストとスタンダードの合造車）。付帯設備として調理室、車椅子対応多機能トイレ、自転車収納室などがある。客用ドアは片側2箇所で、395形に引き続きプラグドアではなく日本の鉄道車両で一般的な引き戸が採用された。座席は集団見合い型の固定式クロスシートである。空調は日本の鉄道車両で一般的なヒーター・冷房機・補助送風機をそれぞれ個別に搭載するのではなく、冷暖房兼用のエアコン方式となっている。
両先頭車は集電装置（シングルアーム式パンタグラフ）・変圧器等の特高圧機器を搭載した制御車で、欧州規格・英国鉄道規格に適合した衝撃吸収構造を採用するとともに、先頭部に開閉カバー付き自動連結器を設け分割併合に備えている。中間電動車は独MTUフリードリヒスハーフェン製ディーゼルエンジンをベースにしたパワーパックを搭載し、電化区間では先頭車から特高圧引通線で送られてきた電力、非電化区間では自車のパワーパックで発電した電力をVVVFインバータ装置でコントロールし、かご形三相誘導電動機を駆動する。
台車はボルスタレス式空気バネ台車で、軸箱支持方式は軸梁式、9両編成の中間付随車には軽量化のために台車枠を車輪内側に設けたインナーフレームタイプを用いており、先頭車の付随台車と中間車の動力台車を合わせ計3種類の台車が使用されていることになる。ブレーキシステムは電化区間では回生ブレーキ、非電化区間では屋根上に搭載した抵抗器を用いた発電ブレーキを常用するとともに、空気ブレーキとしてクノールブレムゼUK製のディスクブレーキを採用した。
運転台は左手操作式のワンハンドルマスコンを採用した。車上情報システム(TCMS)にはイーサネットを基幹とした「E-ATI」を採用、地上とのリアルタイムデータ通信やGPSによる位置情報に基づく制御も可能としている。動力の切替情報もGPSベースで得ている。
車上保安システムは日立が開発したETCS (Level2) を使用しており、2014年にETCS規格に準拠証明されている。
着脱式の非電化区間用発電ユニットは、ディーゼルエンジン・発電機・ラジエーター・尿素SCRシステムをパッケージ化し電動車床下に艤装できるよう省スペース化を図っている。エンジンは排気量21.0LのV型12気筒で出力560kW（750HP）、主変換装置（コンバータ+インバータ）を介して主電動機 (226kW) 4台を駆動するほか、補助電源装置 (APS) への給電も行う。交流25,000V電化区間では両先頭車のパンタグラフにより架線から電力を得る。発電用エンジンの仕様は以下の通り。
| 発電用エンジンの仕様   | 発電用エンジンの仕様           |
| ---------------------- | ------------------------------ |
| 製造メーカー           | MTU                            |
| エンジン型式名称       | 12V 1600 R80L                  |
| 寸法（全長×全幅×全高） | 1,500mm×1,250mm×845mm          |
| 乾燥重量               | 1,995kg                        |
| シリンダ配列           | V型12気筒（バンク角90°）       |
| ボア×ストローク        | 122mm×150mm                    |
| 総排気量               | 21,041cc                       |
| エンジン形式           | 4ストロークディーゼル          |
| 燃焼方式               | 直接噴射式                     |
| 燃料噴射装置           | コモンレール式                 |
| 過給方式               | インタークーラー付ツインターボ |
| 排気ガス後処理装置     | 尿素SCR                        |
| 定格出力               | 700kW (952PS) / 1,900rpm       |
| 最大トルク             | 3,601Nm/1,800rpm               |
| 定格燃料消費率         | 199g/kWh                       |
| 適合排出ガス規制       | EU Stage IIIB                  |

## 運用
2017年10月16日からの運行開始に先立ち、6月13日にエリザベス2世英女王がGWR所属の第3編成を使用した試運転列車に約20分間乗車し、これを記念して同編成に女王の名が愛称としてつけられた。その後10月16日に予定通りグレート・ウェスタン本線で運転を開始した。しかし初号列車（ブリストル・テンプル・ミーズ駅発パディントン駅行き）で空調装置の故障が出発直前に発生、室内に水が漏れ出したため応急処置を行った（なお、当日の現地は雨天だった）。このためパディントンへは41分間遅着し乗客から苦情が寄せられたこと、当該編成はそのままロンドンの車両基地へ回送され修理されたことが報じられている。
2021年4月から5月にかけて台車周辺に亀裂が見つかった。4月に台車の安定増幅装置ヨー・ダンパーに深さ最大15ミリの亀裂が発見されたのに続き、5月には車両本体を持ち上げるジャッキングポイント溶接部に深刻な亀裂が見つかった。

## 関連項目

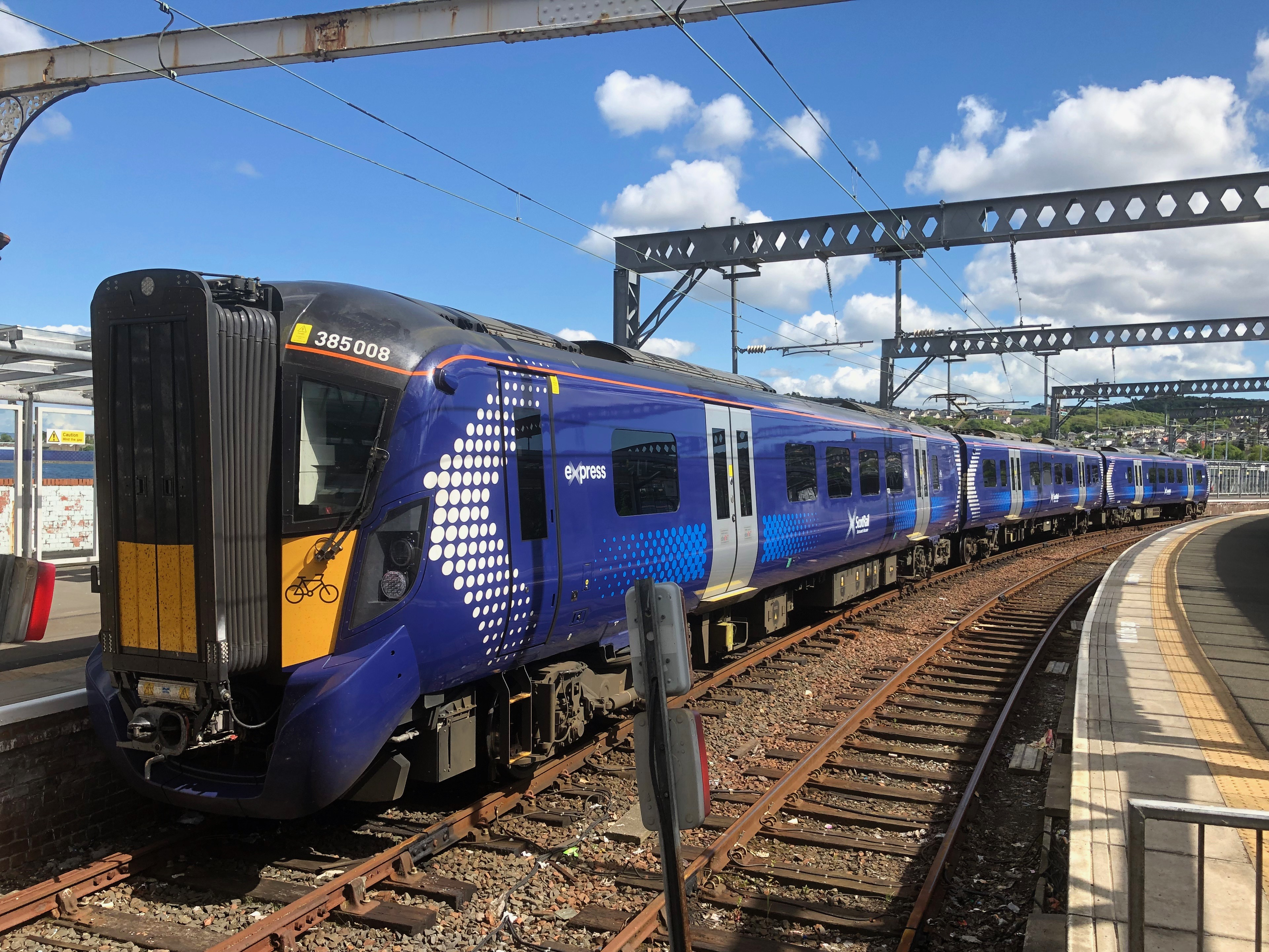
385形
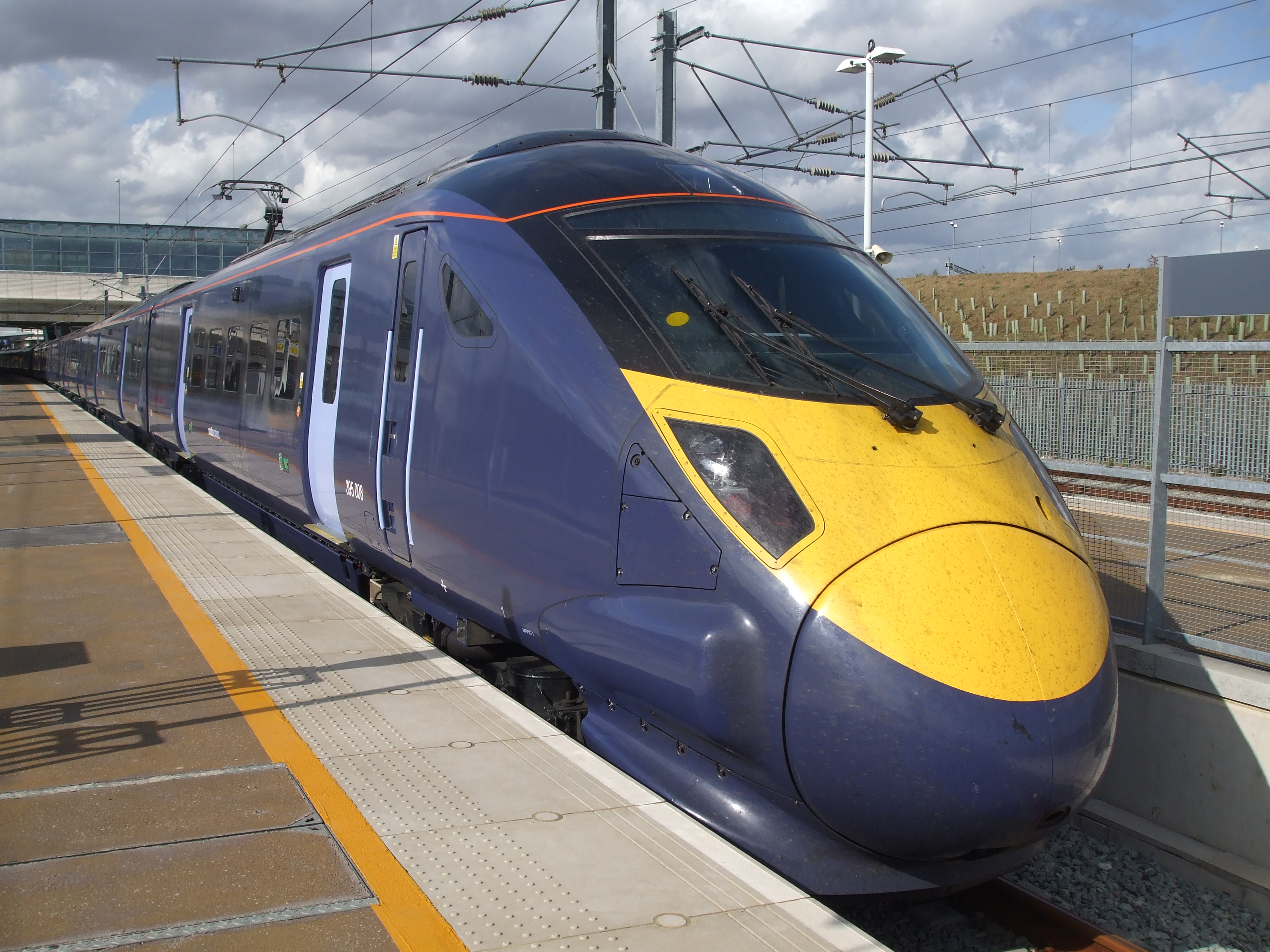
395形
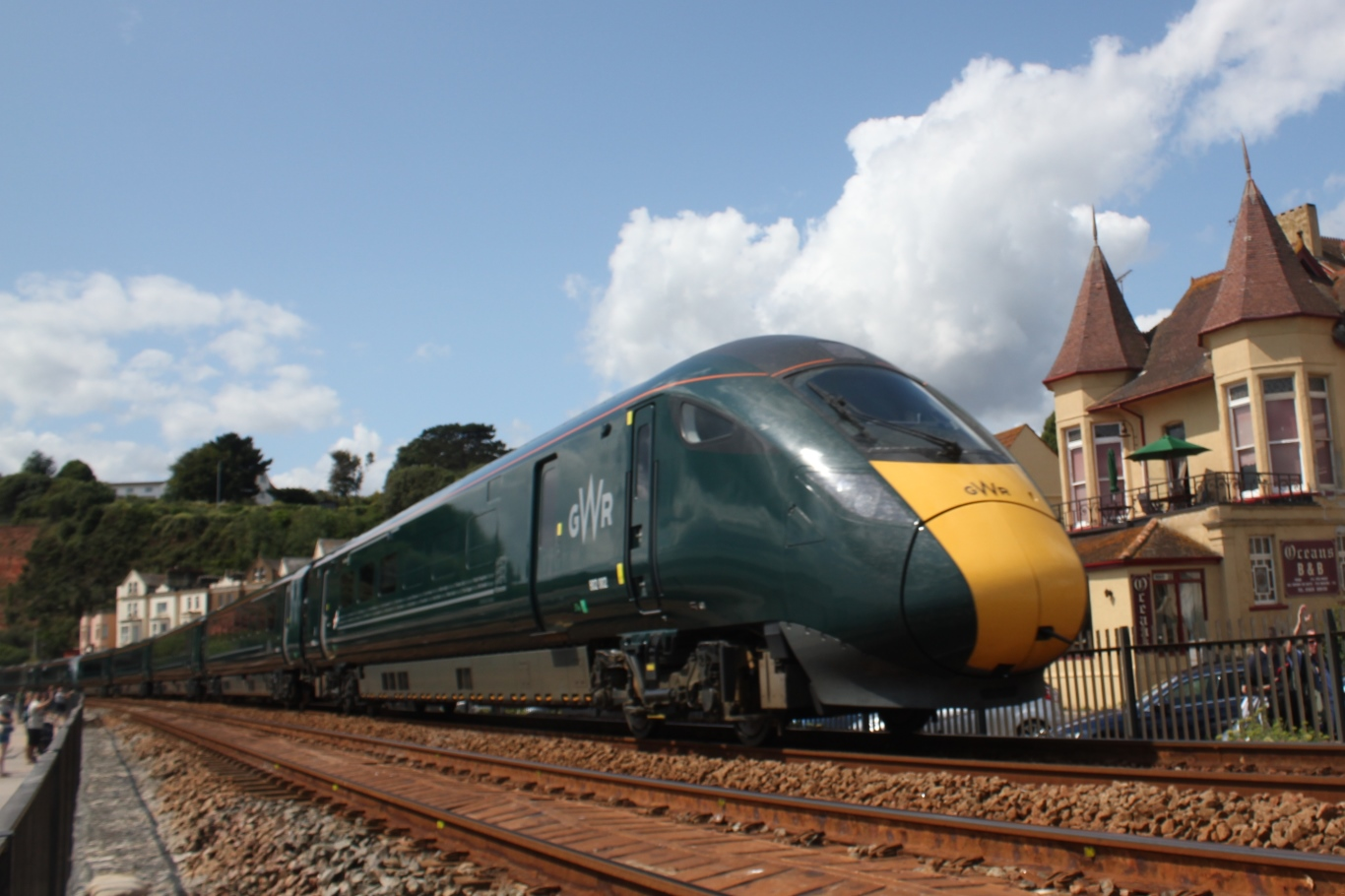
802形